# Itália nos Jogos Olímpicos de Verão de 1968
A Itália participou dos Jogos Olímpicos de Verão de 1968 na Cidade do México, México.